# Josef Waitzer
Josef Waitzer (* 1. Mai 1884 in München; † 28. März 1966 in Korbach) war ein deutscher Sportlehrer und Leichtathlet in der Zeit vor dem Ersten Weltkrieg und deutscher Reichssportlehrer um 1930.

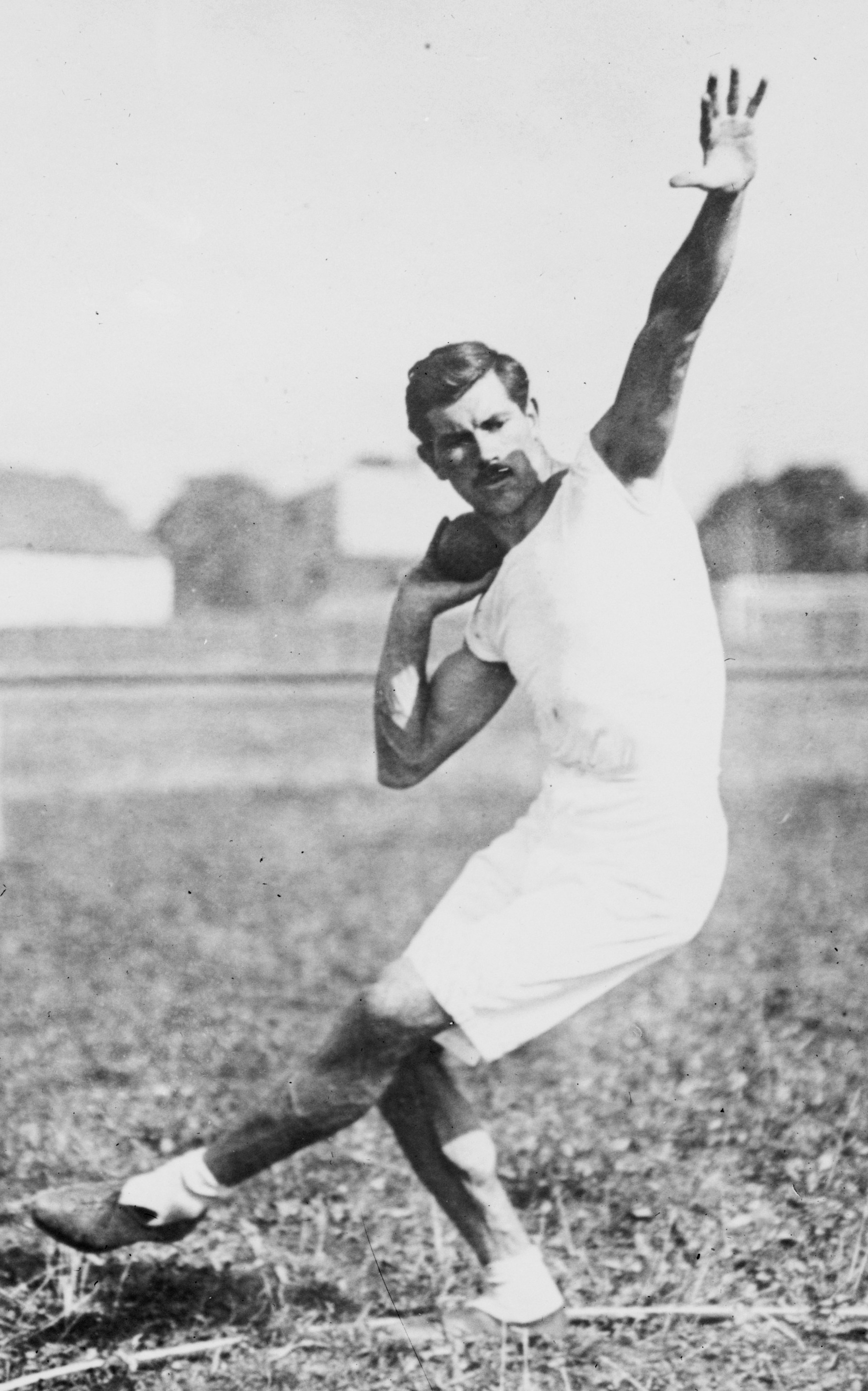
Waitzer bei den Olympischen Spielen 1912 in Stockholm

## Herkunft und sportliche Laufbahn
Waitzer wuchs in Münchner Stadtteil Haidhausen auf, war gelernter Bankangestellter und Mitglied des TSV 1860 München, wo er diverse Leichtathletikdisziplinen, wie Speerwurf, Staffellaufen und Kugelstoßen ausübte. 1908 gründete er die Leichtathletikabteilung (Naturriege) des TSV 1860. Er belegte bei den Olympischen Spielen 1912 in Stockholm den 19. Platz als Speerwerfer, den 16. Platz als Diskuswerfer und nahm am Pentathlon teil, bei dem er jedoch ausschied, da er den 200-Meter-Lauf nicht beendete.

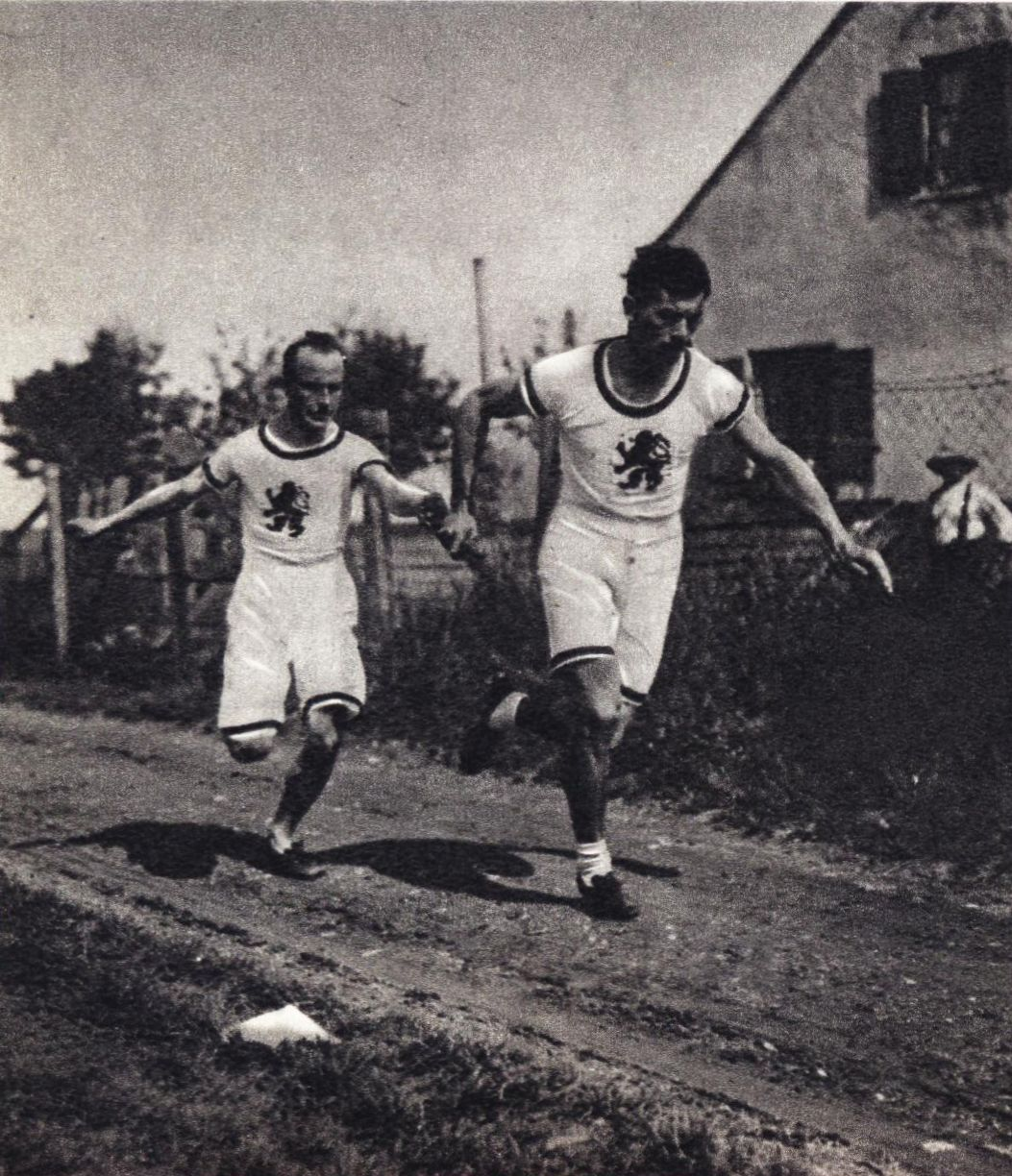
Josef Waitzer (re.) im TSV 1860-Trikot beim Staffellauftraining, ca. 1911

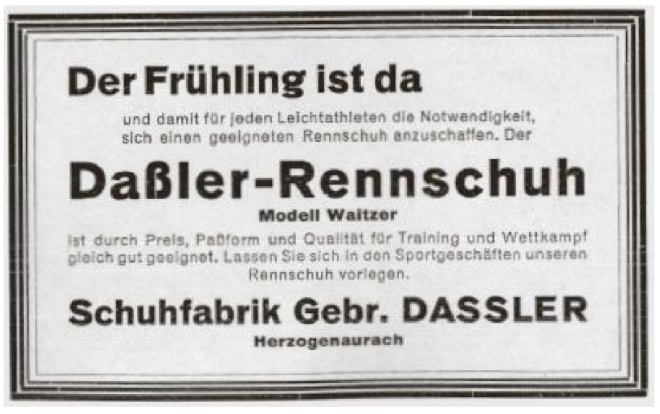
Werbung für den Rennschuh Modell Waitzer (Zeitschrift Start und Ziel, 1927)

1913 bereiste er als Vertreter der Deutschen Sportbehörde für Leichtathletik zusammen mit Walter von Reichenau und Carl Diem die USA, um Erfahrungen für die geplanten Olympischen Spiele 1916 in Berlin zu sammeln. Auf Waitzers Betreiben hin konnte der Sportler Alvin Kraenzlein als Olympiatrainer für Deutschland geworben werden und Waitzer war im Jahre 1916 dessen Assistent. Kriegsbedingt schied Kraenzlein jedoch noch im selben Jahr aus dieser Position aus und reiste zurück in die USA.

## Karriere als Leichtathletiktrainer
Nachdem Waitzer 1920 aus der Kriegsgefangenschaft in den französischen Alpen zurückgekehrt war, arbeitete er zunächst für die Sportwarenfabrik von Kaspar Berg in Nürnberg. 1921 veröffentlichte er mit „Wie trainiere ich Leichtathletik“ ein vielbeachtetes Lehrbuch. Im Jahre 1924 war er Trainer der Leichtathleten für die Schweizer Olympiamannschaft. 1925 wurde Waitzer zum Reichssportlehrer der Deutschen Sportbehörde für Leichtathletik berufen. 1926 wurde Waitzer der Hanns-Braun-Gedächtnis-Preis verliehen.
1927 hielt er erste Trainingskurse für Olympia im Frankfurter Stadion ab. Um 1928 war er auch Trainer des Ringers Jean Földeák. Insgesamt spielte Waitzer in der Epoche der Weimarer Republik eine erhebliche Rolle bei der staatlichen Sportförderung, der Ausbildung von Trainern, der Entwicklung von Trainingsmethoden und als Trainer für die Olympischen Spiele.

## Partnerschaft mit den Gebrüdern Dassler
Ungefähr zu dieser Zeit kam es ebenfalls zum Kontakt mit den Firmengründern von Adidas und Puma, den später verfeindeten Brüdern Adolf und Rudolf Dassler. Waitzer reiste mehrmals von München zu den Dasslers nach Herzogenaurach, um mehr über deren Entwicklungen für Sportschuhe zu erfahren. Es entstand eine langjährige persönliche Freundschaft und intensive Zusammenarbeit, in der Waitzer als wichtiger Berater und Geschäftspartner fungierte. So wurde der mit Spikes bewehrte Rennschuh Modell Waitzer, der durch ein Gebrauchsmuster geschützt war, von 1927 bis zum Oktober 1943 (kriegsbedingte Unterbrechung der Schuhproduktion) exklusiv von der Schuhfabrik der Gebrüder Dassler in verschiedenen Ausführungen produziert. Die von Waitzer betreuten, zwar eher erfolglosen, deutschen Leichtathletikmannschaften bei den Olympischen Spielen 1928 in Amsterdam und 1932 in Los Angeles waren mit solchen Schuhen ausgerüstet. So war die Zusammenarbeit mit Reichssportlehrer Waitzer ein wesentlicher Beitrag zum Erfolg der Gebrüder Dassler. In den 1930er Jahren war der Rennschuh Modell Waitzer das meistverkaufte Produkt der Gebrüder Dassler. Waitzer, der 1936 auch die den teureren Schuhen beiliegenden Trainingsanleitungen verfasste, erhielt seinerseits von jedem verkauften Paar Schuhe ungefähr 1,8 % Lizenzgebühren (so im Juli 1942). Von 1928 bis 1934 wurden die Dassler-Schuhe, maßgeblich durch Waitzers Vermittlung, auch erfolgreich ins Ausland exportiert. Bei den Leichtathletik-Europameisterschaften 1934 in Turin konnte Waitzers Mannschaft schließlich sieben Meistertitel gewinnen.

## NS-Periode ab 1936
Waitzer war zum 1. Mai 1933 der NSDAP beigetreten (Mitgliedsnummer 3.208.826). Obwohl die Olympischen Sommerspiele 1936 den Höhepunkt von Waitzers Laufbahn darstellten, schied er danach aus seinen bisherigen Ämtern aus. Grund hierfür waren Differenzen mit dem NS-Reichssportführer Hans von Tschammer und Osten, eventuell aufgrund der Tatsache, dass bei diesen Spielen die Dassler-Sportschuhe durch Waitzers Vermittlung nicht nur von deutschen Athleten getragen wurden, sondern eben auch zeitweise von dem afroamerikanischen Sportler Jesse Owens, dessen überaus erfolgreiches Abschneiden bei den Spielen die NS-Funktionäre brüskierte, von den Gebrüdern Dassler aber zu Werbezwecken ausgenutzt wurde. Waitzer agierte nunmehr als Sportfunktionär in verschiedenen Parteiorganisationen der NSDAP, und im Dezember 1937 zog er von Berlin zurück nach München. Nachdem Waitzer den Nationalsozialistischen Reichsbund für Leibesübungen verlassen hatte, bekam er noch vor Oktober 1939 als Parteiangestellter den Posten eines Referenten im Hauptamt für Volksgesundheit, was er bis Kriegsende weiterführte. Für einige Monate wurde Waitzer jedoch als Offizier zum Wehrdienst eingezogen. Im März 1943 trainierte Waitzer zeitweilig Sportler in Rumänien. Ein von ihm zu vermittelnder Export von Dassler-Schuhen dorthin wurde jedoch von der staatlichen Prüfungsstelle für Lederwirtschaft abgelehnt.

## Nachkriegszeit
Nach Kriegsende versuchte sich Waitzer im Malen von Alpenbildern, die er amerikanischen Soldaten verkaufte. 1948 bis 1949 war er Pressesekretär, vermutlich beim (provisorischen) Deutschen Olympischen Ausschuss, bis zur Gründung des NOK für Deutschland. 1948 bis 1950 und von 1951 bis 1953 war Josef Waitzer, immer noch Mitglied des TSV 1860 München, als Lehrwart des Bayerischen Leichtathletik-Verbandes tätig. 1950 wurde ihm vom Deutschen Leichtathletik-Verband die höchste Auszeichnung, der DLV-Ehrenring, verliehen. Nach 1950 war er beim Training der deutschen Ringer beteiligt. Er verfasste im Laufe seines Lebens einige Lehrbücher zum Thema Leichtathletik. Waitzers Nachlass befindet sich bei der Deutschen Sporthochschule Köln.

## Werke (Auswahl)
- Wie trainiere ich Leichtathletik. Grethlein & Co., Leipzig 1914.
- Gymnastik des Leichtathleten als Grundlage zur Höchstleistung: Richtlinien für Vereine und Schulen. Grethlein & Co., Leipzig 1926.
- Leichtathletisches Wintertraining. Deutsche Sportbehörde für Leichtathletik, München 1926.
- Welt Olympia 1928 in Wort und Bild. Conzett & Huber, Berlin 1928.
- Sportliche Körperschule. Limpert, Berlin 1937.
- Leibesübungen im Betrieb. J. Springer, Berlin 1938.